# Direct Media Interface
Pour les articles homonymes, voir DMI.

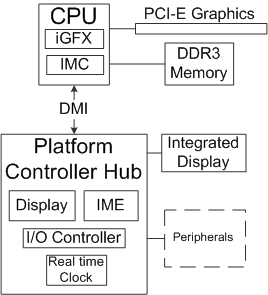
Schéma fonctionnel montrant la position du bus DMI entre le CPU (en haut) et le PCH (en bas).

L'interface Direct Media Interface (DMI) est un bus série haute vitesse utilisé depuis la série de chipsets 9xx d'Intel pour relier le MCH (ou directement le CPU depuis les Core i5/i3) à l'ICH (remplacé par le PCH). Il remplace le bus système (FSB), couramment utilisé dans les architectures Intel dans les années 90 et 2000. C'est un bus à quatre canaux bidirectionnels (à l'exception de certaines versions mobiles, limitées à deux canaux).
DMI est essentiellement identique à PCI Express, utilisant plusieurs voies et une signalisation différentielle pour former une liaison point à point. La plupart des implémentations utilisent une liaison ×8 ou ×4, tandis que certains systèmes mobiles (par exemple 915GMS, 945GMS/GSE/GU et l’Atom N450) utilisent une liaison ×2, réduisant de moitié la bande passante. L’implémentation d’origine fournit 10 Gbit/s (1 Go/s) dans chaque direction à l’aide d’une liaison ×4. Le DMI prend en charge le trafic simultané et les capacités de transfert de données isochrones.

## Versions
L'implémentation originale DMI 1.0, introduite en 2004, propose un débit de 10 Gbit/s (1,16 Go/s) dans chaque sens.
La version DMI 2.0 a été introduite en 2011, doublant le débit (2 Go/s pour 4 voies).
La version DMI 3.0 est apparue en août 2015, permettant un débit de 8 GT/s par voie, soit environ 3,93 Go/s pour quatre voies entre le processeur et le circuit d'entrées/sorties. Cette version est, entre autres, utilisée  par les variantes à deux puces des microprocesseurs Intel Skylake.
La version DMI 4.0, sortie le 4 novembre 2021 avec les chipsets de la série 600, double la bande passante fournie par chaque voie et est deux fois plus rapide par rapport à DMI 3.0. Le nombre de voies DMI 4.0 dépend du modèle de chipset utilisé.

## Implémentations

### Pont nord
Les systèmes supportant un pont nord DMI sont les chipsets Intel 915, 925, 945, 955, 965, 975, G31/33, P35, X38, X48, P45 et X58.
Certains processeurs ont le pont nord DMI directement intégré (sans puce séparée) : Intel Atom, Core i3, Core i5, et Core i7 (8xx, 7xx et 6xx, mais pas la série 9xx).
Le pont nord DMI 2.0 est intégré directement dans les séries 2000, 3000, 4000, 5000 et 6000 des Cores i3, i5 et i7.

### Pont sud
Les systèmes supportant un pont sud DMI sont les chipsets : ICH6, ICH7, ICH8, ICH9, ICH10, NM10, P55, H55, H57, Q57, PM55, HM55, HM57, QM57 et QS57.
Les systèmes PCH supportant le DMI 2.0 sont les séries Intel Z68, P67, H67, H61, Q67, Q65, B65, HM65, HM67, QM67, QS67, Z77, Z75, H77, Q77, Q75, B75, X79, HM75, HM76, HM77, UM77, QM77, QS77, H81, B85, Q85, Q87, H87, Z87, H97, Z97, C222, C224, C226, X99, et H110.
La version 3.0 est supportée par les chipsets Z170, H170, HM170, Q170, QM170, Q150, B150, C236, CM236 et C232.
Les puces de la série 200 à base de socket LGA 1151 sont également compatibles avec le DMI 3.0.